# La Unión (Copán)
La Unión es un municipio del departamento de Copán en la República de Honduras.

## Toponimia
Este lugar fue conocido como Malcinca cuando fue una pequeña aldea, a medida que fue creciendo la población pensando en que debía existir la unidad entre los vecinos decidieron llamarle La Unión.

## Límites
La Unión está situado en la parte Sur del departamento de Copan, sobre la ribera izquierda del Río Higuito.
| Orientación | Límite                                  |
| ----------- | --------------------------------------- |
| Norte       | Municipio de Santa Rita, Copán          |
| Norte       | Municipio de San Agustín, Copán         |
| Sur         | Municipio de Lucerna, Ocotepeque        |
| Sur         | Municipio de Corquín, Copán             |
| Este        | Municipio de Cucuyagua, Copán           |
| Oeste       | Municipio de La Encarnación, Ocotepeque |
| Oeste       | Municipio de Lucerna, Ocotepeque        |

## Historia
Sus primeros pobladores se cree que vinieron de la localidad de Sensenti para dedicarse a la agricultura.
Este municipio fue creado por acuerdo extendido el 14 de noviembre de 1894 por el Gobierno Político del Departamento de Copán con su sede en Santa Rosa de Copán. Cuando fue creado este municipio fungía como presidente de la república el Doctor Policarpo Bonilla.
La Gobernación Política en uso de sus habilidades de conformidad con el Artículo 82 de la Constitución inciso 2 y 5 de la Ley de municipalidades acordó: Que el vecindario de La Unión se proclama en municipio independizándose del municipio de Cucuyagua al cual ha pertenecido y se compondrá de las aldeas de La Unión, Coyolito, San Andrés, Jualgipa y Arena, siendo La Unión la cabecera municipal. 
Las primeras autoridades: Tomaron posición el primero de enero de 1895 a eso de las 9:00 a. m., reunidos ante el alcalde municipal de Cucuyagua en su carácter de Gobernador del Distrito, José Contreras por delegación del Gobernador político del departamento, presto la promesa de ley a la municipalidad electa. Dicha municipalidad la integraba:
| Cargo                | Nombre                |
| -------------------- | --------------------- |
| Alcalde municipal    | Eugenio Moreno        |
| Regidor 1            | Ponciano Rajo         |
| Regidor 2            | Samuel Posadas        |
| Sindico municipal    | Jacinto Robles Rivera |
| Primeros juez de paz | Bernabé Alvarado R.   |
| Primeros juez de paz | Concepción Toro       |

En la primera reunión decidieron nombrar secretario al señor Bernabé Alvarado con el sueldo de 15 pesos mensuales quien ofreció hacer todo lo que sea derecho.

## División Política
Aldeas: 9 (2013)
Caseríos: 
| Código | Aldea                                 |
| ------ | ------------------------------------- |
| 041201 | La Unión (cabecera del municipio)     |
| 041202 | Azacualpa                             |
| 041203 | El Corpus (Anteriormente El Coyolito) |
| 041204 | El Junco                              |
| 041205 | El Trigo                              |
| 041206 | La Arena                              |
| 041207 | Las Minas de San Andrés               |
| 041208 | San Miguel                            |
| 041209 | Santa Cruz                            |
| 041210 | Buena Vista                           |

## Hijos destacados
| Nombre                  | Vida                                                             | Mérito                                             |
| ----------------------- | ---------------------------------------------------------------- | -------------------------------------------------- |
| Bernabé Alvarado Robles | (La Unión, Copán, 1868 - Santa Rosa de Copán, 1928)              | Pedagógo                                           |
| Ernesto Alvarado García | (La Unión, Copán, 21 de enero de 1904 – 26 de noviembre de 1972) | Abogado, profesor, jurista, historiador y político |